# Большой Корчуган
Большой Корчуган — река в Кемеровской области России. Устье реки находится в 355 км по правому берегу реки Иня. Длина реки составляет 51 км. Площадь водосборного бассейна — 483 км².

## Притоки
- 21 км: Каменка
- 23 км: Малый Корчуган
- 30 км: Головниха

## Данные водного реестра
По данным государственного водного реестра России относится к Верхнеобскому бассейновому округу, водохозяйственный участок реки — Иня, речной подбассейн реки — бассейны притоков (Верхней) Оби до впадения Томи. Речной бассейн реки — (Верхняя) Обь до впадения Иртыша.